# Plovoucí zařízení

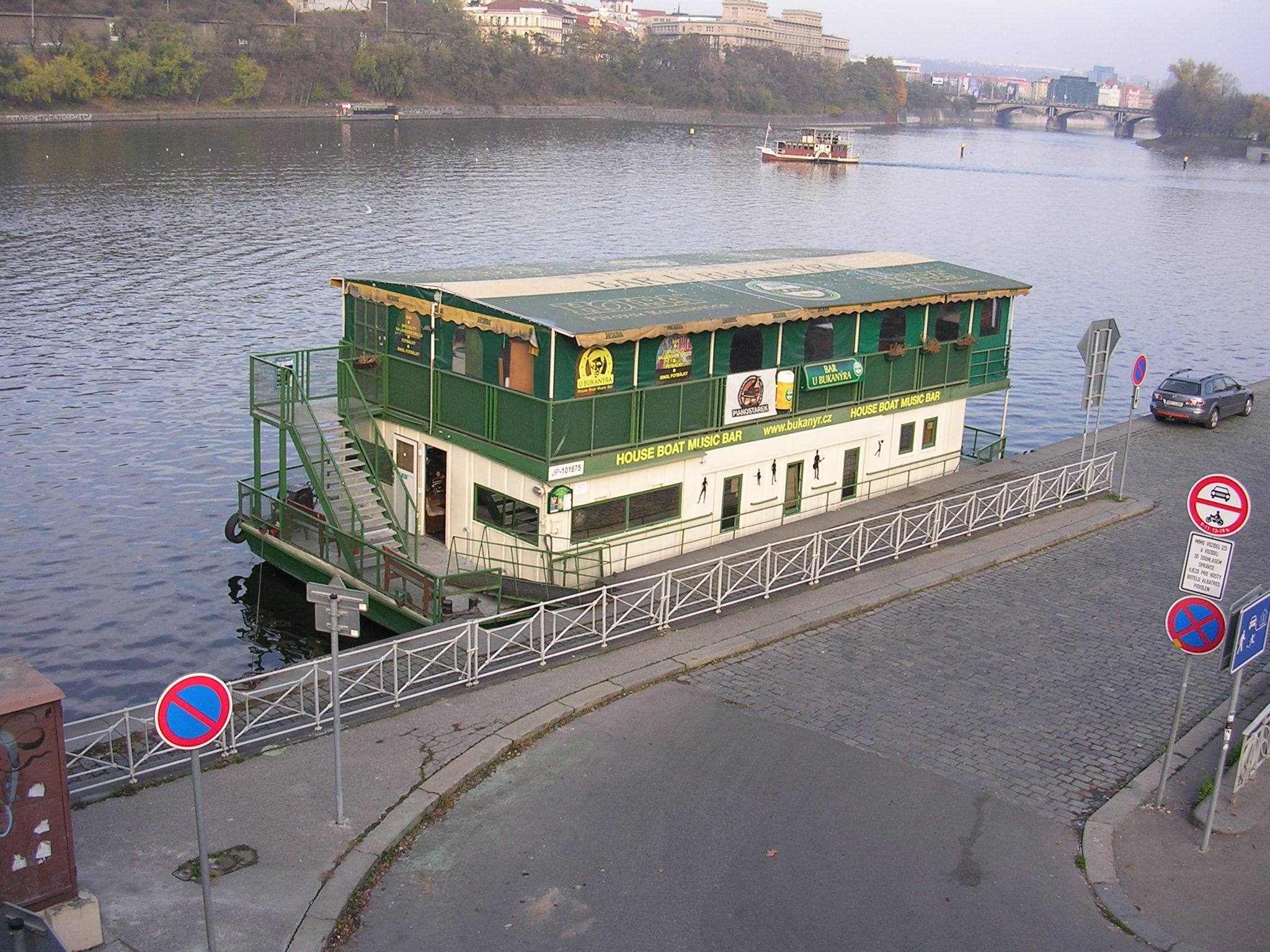
Plovoucí hudební bar U bukanýra u Štefánikova mostu v Praze

Plovoucí zařízení je plavidlo, které není vybaveno vlastním strojním pohonem ani zařízením pro své ovládání při plavbě a není určeno pro opakované přemisťování na vodní cestě, ale je vyvázané na stálém stanovišti. 
Plovoucím zařízením je například přístavní můstek, plovoucí dok, obytná loď (houseboat, botel), plovoucí garáž, plovoucí plovárna atd. 
Pokud však je takové plavidlo vybaveno mechanickým zařízením pro práci na vodní cestě nebo v přístavu, jedná se o plovoucí stroj bez ohledu na to, zda je či není schopen přemisťování. Například plovoucí čerpací stanici však uvádí česká prováděcí vyhláška jako příklad plovoucího stroje. 

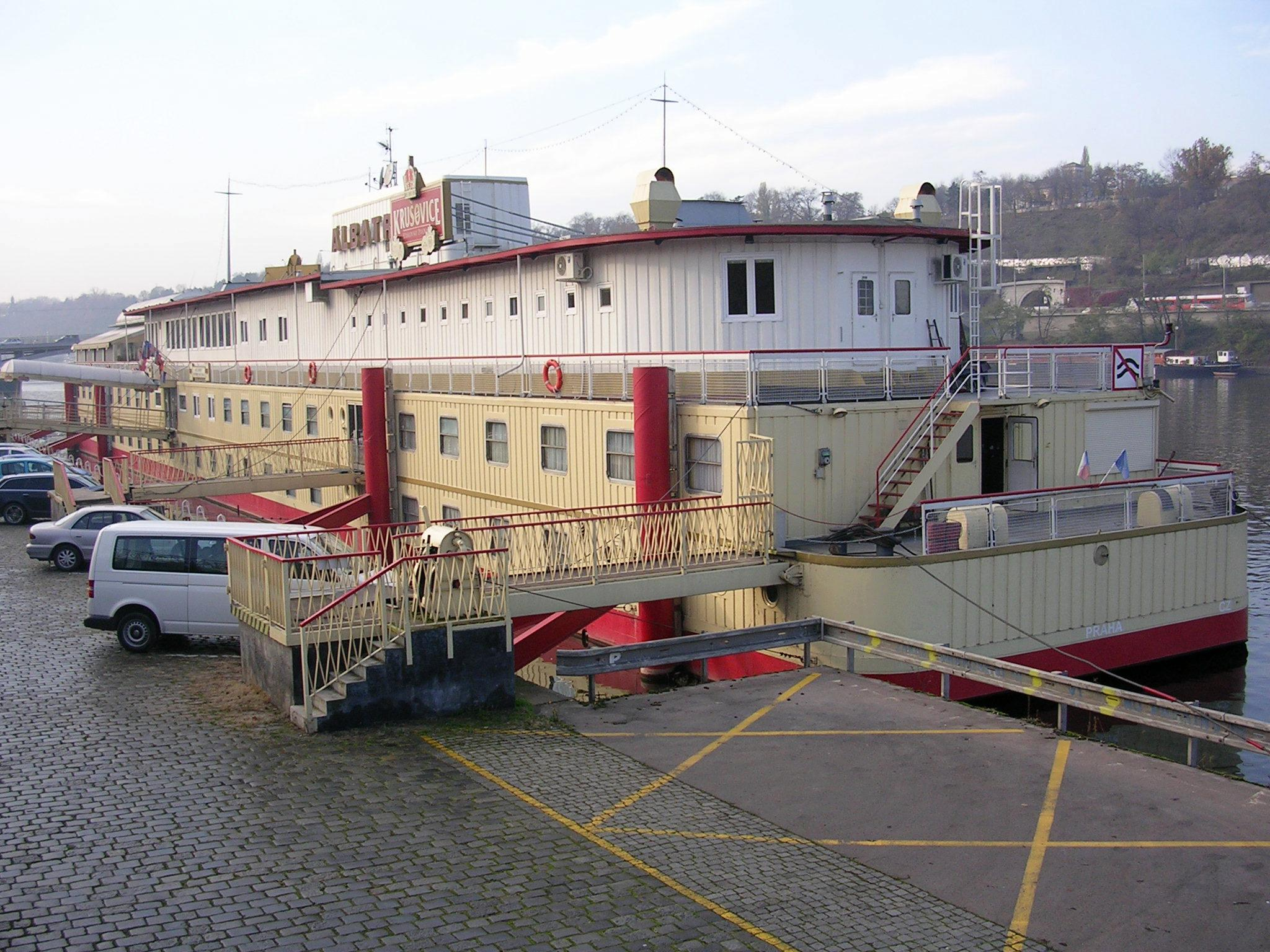
Botel Albatros
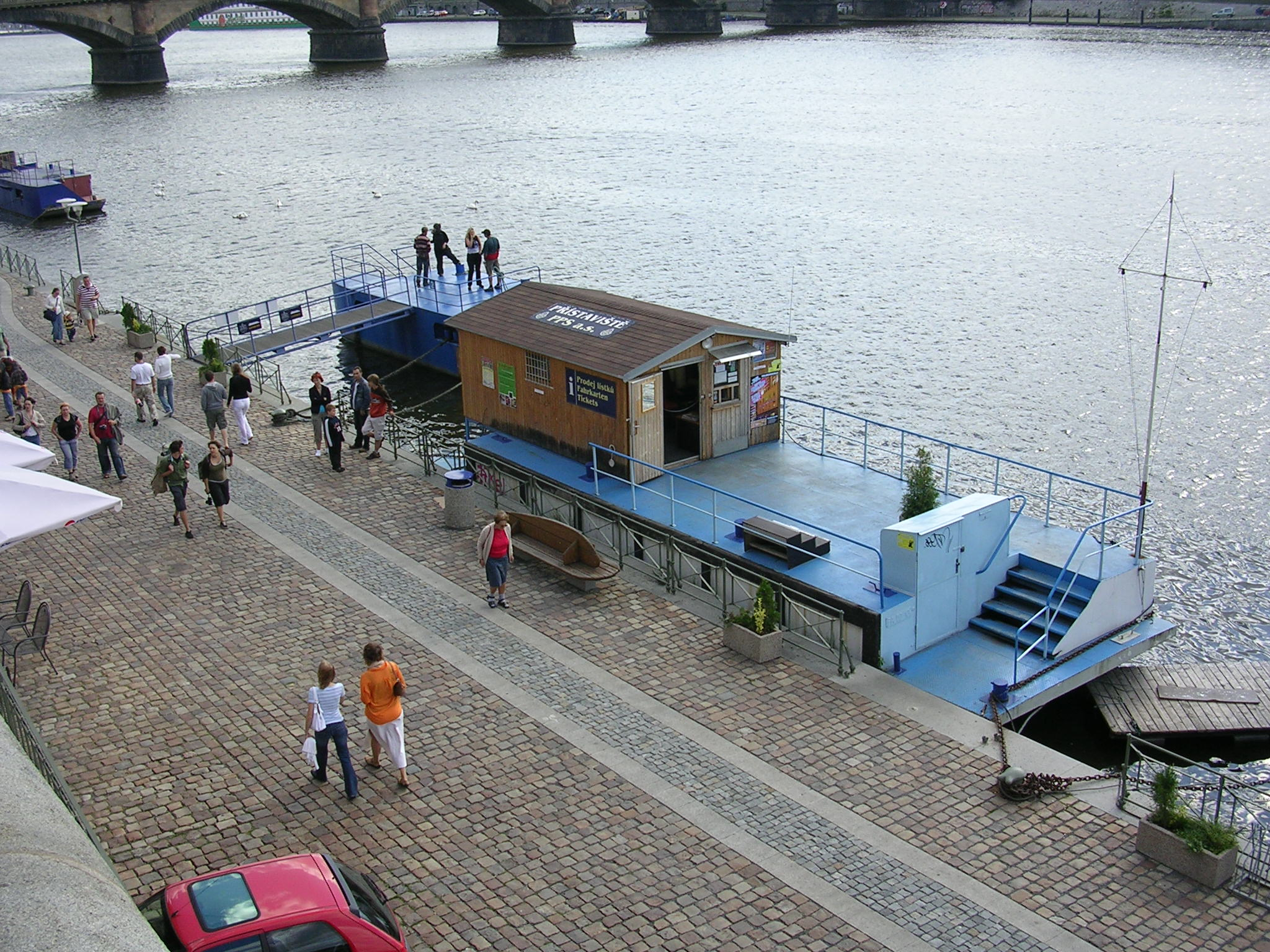
Plovoucí přístavní můstky
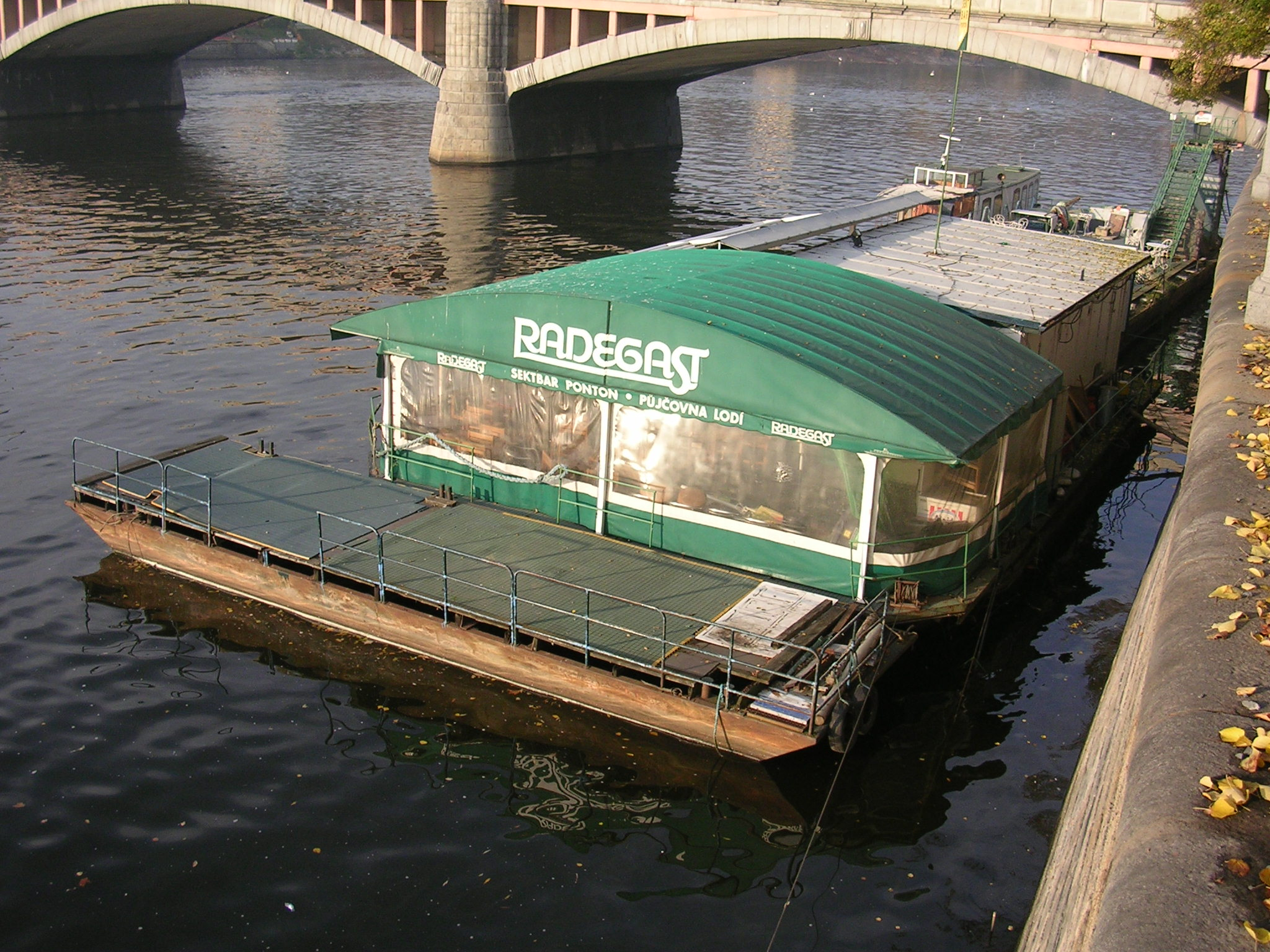
Plovoucí bar Sektbar Ponton
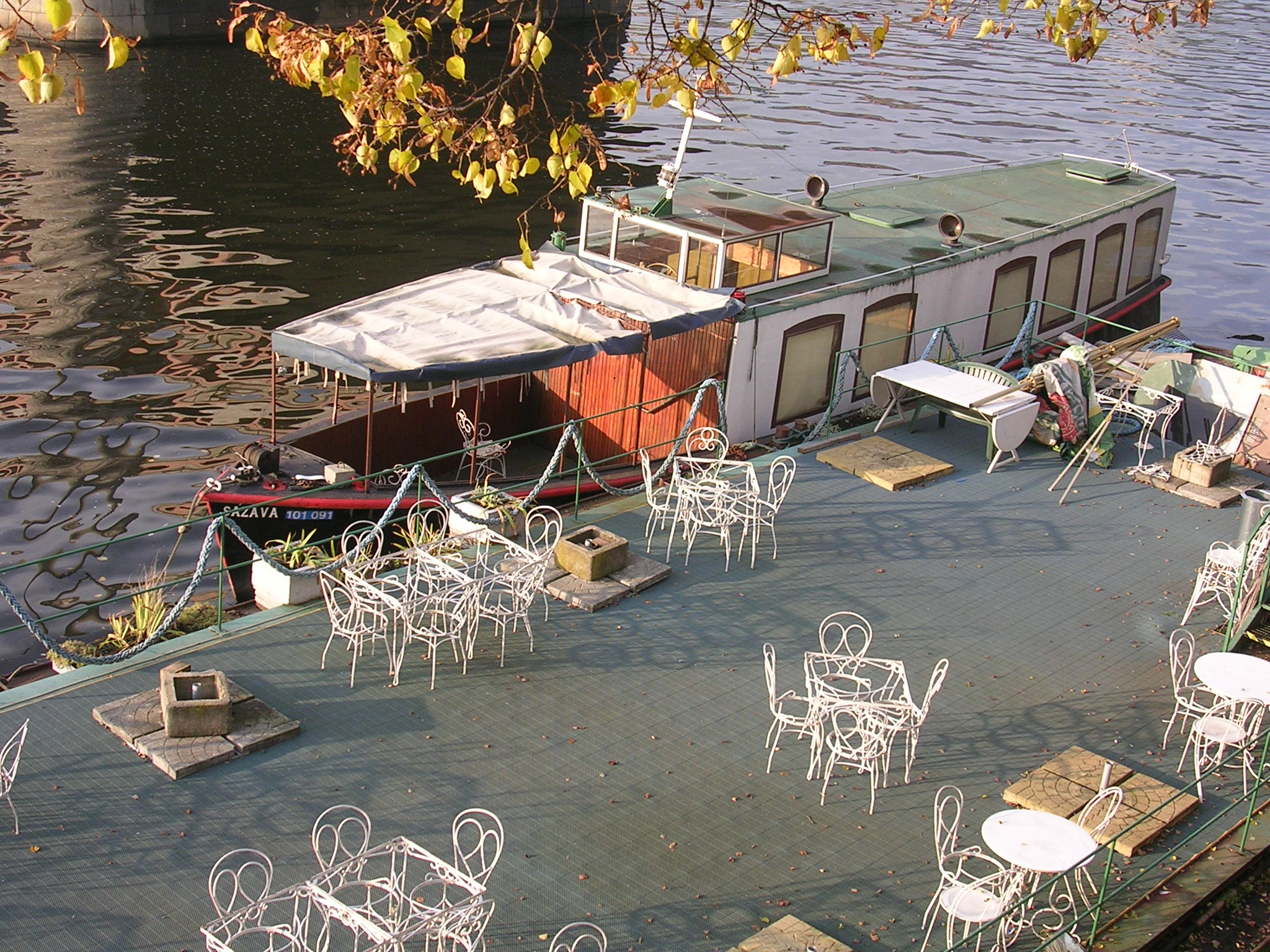
Plovoucí terasa